# Els pastorets o l'adveniment de l'infant Jesús
Els Pastorets o l'Adveniment de l'Infant Jesús és una obra de teatre per a infants pensada per a ser representada durant les festes de Nadal, és un dels textos més emblemàtics dels que conformen la tradició escènica coneguda com a Els Pastorets. Escrita per Josep Maria Folch i Torres per encàrrec del Coliseu Pompeia de Gràcia (Barcelona) que va ser estrenada al mateix teatre la vigília de Nadal de 1916 amb direcció escènica d'Ermengol Goula i Francesc Llano.
La reestrena de l'obra el 1919, dirigida per Enric Giménez al Teatre Romea, ajudà a popularitzar-ne aquesta versió. Actualment, la variant de Folch i Torres és l'obra més representada del teatre català i és l'escollida per la gran majoria de teatres, ateneus i cercles que fan pastorets. Alguns dels muntatges històrics i més emblemàtics d'aquest text són el de Calaf i el del Círcol Catòlic de Vilanova i la Geltrú.

## Procés de creació
L'any 1915, Josep Maria Folch i Torres va escriure un diàleg "En Patufet i l'amic" per a una festa organitzada pel setmanari En Patufet que s'havia de celebrar al Palau de la Música Catalana el 13 de maig. El diàleg fou interpretat per dos joves actors de la "Companyia Infantil Rondallesca" de Sants (Esteve Guarro i Vicenç Pablo).
L'èxit de la festa va esperonar la direcció de la revista a crear els “Espectacles Patufet", però diversos imprevistos van impedir que l'experiència s'allargués en el temps motiu pel qual Folch i Torres no hi va arribar a estrenar cap espectacle. La iniciativa, però, va fer que la junta d'espectacles del teatre Coliseu Pompeia, propietat dels caputxins, encarregués a Josep Maria Folch i Torres uns pastorets que substituïssin i modernitzessin els que tradicionalment s'anaven representant: El bressol de Jesús o sigui en Garrofa i en Pallanga, originals de Pitarra. La junta els considerava antiquats i sobretot massa irreverents. Folch i Torres va escriure l'obra en més o menys una setmana i es va estrenar la vigília de Nadal de 1916.

## Argument
En Lluquet i en Rovelló, dos rabadans (ajudants de pastor) d'una masia, viuen una aventura onírica increïble. Després de quedar-se adormits tot esperant l'hora d'anar a la missa del gall, somien que arriben a Judea on hauran de salvar el nen Jesús de les maquinacions perverses de Satanàs i Llucifer, prínceps de l'Infern. Els diables perceben que alguna cosa extraordinària està a punt de passar a Betlem i volen impedir el naixement de Jesús per fer triomfar el Mal sobre la Terra. Amb molt d'humor, valentia i amb l'ajut celestial de Sant Miquel, els dos pastorets aconseguiran evitar que els dimonis se'n surtin amb la seva.
L'obra té un to màgic i desimbolt gràcies a la tossuderia de Lluquet i a la por de Rovelló. Jeremies, el pastor tartamut que viatja amb un ase i que dona el contrapunt humorístic a l'obra; Marta, la seva muller; Getsè, el pastor vell, corsecat perquè ha venut la seva ànima al diable; Isabeló, la filla de Getsè, de qui Lluquet s'enamora, i l'omnipresent arcàngel Miquel, que sempre salva in extremis els dos protagonistes de les temptacions dels set pecats capitals, completen el quadre dels personatges principals. L'obra té un final feliç amb l'adoració de Jesús a l'establia i el prometatge de Lluquet i Isabeló.
Com en altres textos d'Els Pastorets, l'obra alterna les escenes de la lluita del Bé contra el Mal, entre àngels i dimonis, amb les escenes còmiques dels pastors i les seqüències bíbliques típiques de la Nativitat de Jesús: Maria al temple de Jerusalem, la vara florida de Josep, les esposalles d'ambdós, l'Anunciació, l'edicte d'empadronament de l'emperador August, el viatge de Natzaret a Betlem, el naixement de l'infant en un lloc humil, l'anunciació als pastors i l'adoració de l'infant acabat de néixer.

## Estructura
L'obra està dividida en cinc actes i divuit quadres:

### Acte Primer
Inici de l'aventura de Lluquet i Rovelló.
- Pròleg i Quadre I: Interior d'una masia catalana. Una família espera l'hora d'anar a la missa del gall. L'Àvia distreu en Lluquet i en Rovelló amb una història mentre que en Roc i la Llúcia, els amos, es lamenten pel fet de no tenir notícies del seu fill Martinet que va marxar a fer el servei militar. Al final del quadre en Martinet torna inesperadament a casa i tota la família es reuneix per anar a missa mentre en Lluquet i en Rovelló es queden adormits.
- Quadre II: Bosc tenebrós. Inici del somni d'en Lluquet i en Rovelló. Primer encontre amb Satanàs i Llucifer que debaten què han de fer davant la revelació que Maria de Natzaret serà la futura mare del Messies. Al final del quadre Sant Miquel salva els pastors de ser temptats pels set pecats capitals.
- Quadre III: Bosc. Lluquet i Rovelló topen amb Jeremies, el pastor tartamut, que va a conèixer la seva promesa Marta.
- Quadre IV: Bosc amb cabanes. Lluquet i Rovelló troben Marta, promesa de Jeremies, i són convidat pels pastors de Galilea a assistir a l'elecció de l'espòs de Maria al Temple de Jerusalem.

### Acte Segon
Casament de Josep i Maria.
- Quadre V: Temple de Jerusalem. Escena de la vara florida de Josep i casament amb Maria.
- Quadre VI: Bosc. Satanàs jura destruir Josep i Maria cremant-los la casa.

### Acte Tercer
Història de Getsè, temptacions als pastors i Anunciació de Maria.
- Quadre VII: Casa de Josep. Els pastors donen la benvinguda a Josep i Maria, acabats de casar. Getsè explica la seva dissortada història. Lluquet i Rovelló, amb l'ajut de Sant Miquel, eviten que Satanàs cremi la casa de Josep. Satanàs jura venjar-se.
- Quadre VIII: Bosc. Temptacions de Lluquet i Rovelló per part de Satanàs i els set pecats capitals. Rovelló cau en el pecat de la gola menjant-se l'esmorzar de Jeremies que s'enfada, però l'acaba perdonant gràcies a la intervenció de Lluquet. Lluquet promet a Isabeló que salvarà l'ànima del seu pare. Lluquet i Rovelló ensenyen a ballar sardanes als pastors de Betània i fan una lloança de Catalunya. Al final Satanàs intenta temptar Lluquet perquè esdevingui el seu seguidor, però ell hi renuncia i fuig amb l'ajut de Sant Miquel.
- Quadre IX: Oratori de Maria. Anunciació de Maria per part de l'arcàngel Gabriel.

### Acte Quart
Victòria de Lluquet i Rovelló contra Satanàs i Llucifer.
- Quadre X: Bosc. Satanàs i Llucifer paren una trampa a Lluquet i Rovelló amb l'engany de l'or amagat al bosc i se'ls emporten a l'infern.
- Quadre XI: Les Calderes d'en Pere Botero. Sant Miquel, guiat pels «Jesús!» que exclama Lluquet cada cop que Rovelló esternuda a causa del fum de les calderes, irromp a l'infern i salva els pastors d'una mort segura.
- Quadre XII: Cabana de Getsè. Lluquet disfressat de Getsè enganya Satanàs i salva l'ànima del vell pastor. Aquest li concedeix la mà de la seva filla Isabeló en agraïment. Gran celebració amb cant de cobles que Satanàs intenta esguerra sembrant la discòrdia entre els pastors sense èxit.

### Acte Cinquè
Naixement de Jesús.
- Quadre XIII: Carrer de Betlem. Josep i Maria han acudit a Betlem per empadronar-se, seguint el decret d'August, i busquen, sense èxit, un lloc per dormir.
- Quadre XIV: Bosc nevat. Anunciació als pastors. Llucifer intenta adormir els pastors amb una pols màgica perquè no vagin a adorar l'infant Jesús acabat de néixer, però l'àngel de l'anunciació li esguerra els plans. El quadre acaba amb les nadales El rabadà i El Noi de la Mare.
- Quadre XV: Roques i tenebres. Satanàs envia Llucifer a la cort del rei Herodes per inspirar-li la idea de la Matança dels Innocents, després cau vençut per Sant Miquel.
- Quadre XVI: Portal de Betlem. Adoració i ofrenes dels pastors a l'infant Jesús.
- Quadre XVII: Bosc. Celebració i sardana final.
- Quadre Final: Portal de Betlem. Apoteosi final (Quadre plàstic).

Tal com es recull a l'edició commemorativa del centenari de l'estrena de l'obra, publicada per l'Editorial La Galera el 2016, en una edició del text de 1919, publicada pel llibreter Salvador Bonavia, els quadres X i XI no hi figuraven; en el seu lloc hi havia un únic Quadre X, de l'interior de la Cabana de Getsè, on Jeremies i Marta visiten el vell pastor el dia del venciment del seu contracte amb Satanàs i on s'atribueix la invenció del paraigua a l'enginy d'en Lluquet. Segons l'editor, aquell fou el text que s'emprà per a la reestrena de l'obra al Teatre Romea aquell mateix any. Tanmateix, en l'únic exemplar que es conserva d'aquella edició, a l'Arxiu de la Fundació Folch i Torres, el mateix autor hi fa constar, en una nota manuscrita, que hi falten els quadres de l'infern i que la seva voluntat és suprimir aquella escena. Així es feu en les edicions posteriors de l'obra que ja inclogueren els dos quadres esmentats: la atrapada de Lluquet i Rovelló, i les Calderes del Pere Botero.
La mateixa edició del centenari recull dues escenes extres que Folch i Torres va deixar escrites per representar a les diades dels Reis d'Orient, una seria un apèndix al Quadre XIV, després del Bosc nevat, on els Reis fan aparició en escena després de l'anunciació als pastors, i l'altre un apèndix al Quadre XVI on els reis fan la seva coneguda ofrena d'or, encens i mirra a l'infant Jesús. Igualment, aquesta edició recull diverses lletres de les cobles que en Lluquet i en Rovelló canten al final del Quadre XII; segons l'opinió d'alguns experts, l'existència d'aquestes cobles, que cada grup teatral pot adaptar al gust local, és un dels motius pels quals la versió de Folch i Torres és de les més populars entre els grups que munten Pastorets a Catalunya.

## Estil
Cal destacar que a l'obra els personatges celestials i infernals - això és, àngels, dimonis, Josep i Maria - solen expressar-se en vers mentre que els personatges terrenals, com els pastors, ho fan en prosa. Per altra banda, diversos experts han assenyalat que alguns personatges de l'obra obeeixen als arquetips típics de la Commedia dell'arte; així doncs, Jeremies seria un Tartaglia, Rovelló, un Arlecchino i Satanàs, un Capitano.